# Eurico Guterres
Eurico Barros Gomes Guterres (Waitame, Uatolari, Viqueque, Timor Português, 4 de julho de 1969) é um miliciano pró-Indonésio e antitimorense recrutado pelos militares indonésios durante a tentativa de independência de Timor-Leste entre 1999 e 2000. Foi o chefe da milícia Aitarak e esteve envolvido em vários massacres em Timor-Leste e na destruição da capital Díli.
A Indonésia oficialmente condenou e sentenciou Guterres a dez anos de prisão em novembro de 2002, pelos quais foi encarcerado em 2006 até 2008. Em agosto de 2003, formou Laskar Merah Putih (Os Guerreiros Vermelhos e Brancos) na Papua Indonésia.
O líder da Elsham, Aloysius Renwarin, relatou que o grupo de Guterres tinha 200 membros, consistindo de expatriados indonésios de Maluku, Timor e Sulawesi, em dezembro de 2003, quando solicitou ao governo local que fornecesse escritórios de sua organização em Timika, Papua.